# سلطة وادي الأردن
سلطة وادي الأردن (JVA) هي وكالة حكومية في الأردن مكلفة بتنفيذ التنمية الاجتماعية والاقتصادية في الجانب الأردني من وادي الأردن. تأسست الوكالة في عام 1977. وقد خلفت سلطة وادي الأردن، والتعاون الإقليمي لروافد نهر الأردن والعديد من الدوائر الحكومية الأخرى ذات الصلة بوادي الأردن. أصبحت السلطة مسؤولة عن إمدادات المياه للمناطق الحضرية في الأردن والزراعة. ومع ذلك، لعبت أيضًا دورًا في توزيع الأراضي حيث أنه في عام تأسيسها، نص القانون على أنه لا يمكن بيع جميع الأراضي الزراعية المطورة إلا إلى سلطة وادي الأردن.

## وصلات خارجية
- موقع سلطة وادي الأردن نسخة محفوظة 22 سبتمبر 2020 على موقع واي باك مشين.